# Campionati europei di atletica leggera 1938 - Salto in lungo femminile
Il salto in lungo femminile ai campionati europei di atletica leggera 1938 si svolse il 17 settembre 1938.

## Podio
| Oro     | Irmgard Praetz Germania        |
| Argento | Stanisława Walasiewicz Polonia |
| Bronzo  | Gisela Voß Germania            |

## Risultati
| Pos.    | Nome                   | Nazionalità   | Tempo  | Note                  |
| ------- | ---------------------- | ------------- | ------ | --------------------- |
| Oro     | Irmgard Praetz         | Germania      | 5.88 m | Record dei campionati |
| Argento | Stanisława Walasiewicz | Polonia       | 5.81 m |                       |
| Bronzo  | Gisela Voß             | Germania      | 5.47 m |                       |
| 4       | Ethel Raby             | Gran Bretagna | 5.44 m |                       |
| 5       | Veronika Kohlbach      | Germania      | 5.41 m |                       |
| 6       | Vedder Schenck         | Gran Bretagna | 5.34 m |                       |
| 7       | Inge Schmidt-Nielsen   | Danimarca     | 5.27 m |                       |
| 8       | Henryka Słomczewska    | Polonia       | 5.15 m |                       |
| 9       | Ita Penzo              | Italia        | 5.08 m |                       |
| 10      | Martha Wretman         | Svezia        | 5.02 m |                       |
| 11      | Dorothy Cosnett        | Gran Bretagna | 4.97 m |                       |
| 12      | Ingrid Hansson         | Svezia        | 4.90 m |                       |
| 13      | Anna Van Rossum        | Belgio        | 4.75 m |                       |
| 14      | Jeanne Pousset         | Belgio        | 4.51 m |                       |
| 15      | Ilse Uus               | Estonia       | 4.25 m |                       |